# Miriama Tuisorisori-Chambault
Miriama Kadavu Tuisorisori-Chambault (ur. 27 marca 1952 w Nalembalembie) – fidżyjska lekkoatletka specjalizująca się w biegach sprinterskich i płotkarskich, skoku w dal i pięcioboju.

## Igrzyska olimpijskie
W 1976 zadebiutowała na igrzyskach olimpijskich, na których wystartowała w skoku w dal i pięcioboju. W skoku w dal zajęła 27. miejsce z wynikiem 5,79 m, natomiast w pięcioboju była 18. z 3827 pkt. Była jedyną Fidżyjką na tych igrzyskach i zarazem chorążym reprezentacji swojego kraju. Jest pierwszą w historii kobietą, która reprezentowała Fidżi na igrzyskach olimpijskich. Po raz drugi na igrzyskach olimpijskich wystąpiła w 1984. Wzięła wówczas udział w biegach na 100 i 200 m. W obu odpadła w pierwszej rundzie. Na krótszym dystansie uplasowała się na ostatniej, 6. pozycji w swoim biegu eliminacyjnym z czasem 13,04 s, z kolei na dłuższym dystansie zajęła ostatnie, 7. miejsce z czasem 26,82 s.

## Igrzyska Południowego Pacyfiku
Jest wielokrotną medalistką igrzysk Południowego Pacyfiku. W 1969 zdobyła złoto w skoku w dal z wynikiem 5,24 m. W 1971 wywalczyła złoto w sztafecie 4 × 100 metrów z czasem 49,4 s i w pięcioboju z 3389 pkt, srebro w biegu na 200 m z czasem 25,8 s oraz brąz na 100 m ppł z czasem 15,4 s i skoku w dal z wynikiem 5,36 m. W 1975 została złotą medalistką w biegu na 200 m z czasem 25,74 s i skoku w dal z wynikiem 5,61 m oraz srebrną na 100 m ppł z czasem 15,04 s, w pięcioboju z 3673 pkt i sztafecie 4 × 100 metrów z czasem 49,82 s. Po wyjściu za mąż za Nowokaledończyka reprezentowała Nową Kaledonię, w barwach której zdobywała kolejne medale tej imprezy: w 1979 złoto w biegu na 100 metrów przez płotki z czasem 14,80 s i skoku w dal z wynikiem 5,61 m, oraz srebro w biegu na 100 metrów z czasem 12,37 s i pięcioboju z 3323 pkt. W 1983 zajęła pierwsze miejsce w biegu na 100 metrów z czasem 12,39 s, drugie w biegu na 100 m przez płotki z czasem 15,13 s i skoku w dal z wynikiem 5,42 m, oraz trzecie w sztafecie 4 × 100 metrów z czasem 49,80 s.

## Mistrzostwa Południowego Pacyfiku
Jest sześciokrotną medalistką mistrzostw Południowego Pacyfiku z 1984. Wywalczyła wówczas złoto na 100 m z czasem 12,3 s, 100 m ppł z czasem 15,4 s i skoku w dal z wynikiem 5,14 m, srebro na 200 m z czasem 25,9 s i pchnięciu kulą z wynikiem 10,79 m oraz brąz w rzucie oszczepem z wynikiem 27,20 m.

## Rekordy kraju
Jest aktualną (stan na czerwiec 2014) rekordzistką Fidżi w skoku w dal z wynikiem 6,12 m uzyskanym w Numei 30 grudnia 1979.

## Inne osiągnięcia
W 1997 została wpisana do galerii sław fidżyjskiego sportu.